# Monadire
El "Monadire" (en georgiano: მონადირე, en ruso: Монадире - "cazadores") fue una unidad armada creada en la Garganta Kodori en Abjasia en 1992 por el líder esvano Emzar Kvitsiani, durante la guerra de Abjasia, como una fuerza miliciana.
Gran parte del Valle Kodori quedó fuera del control de las fuerzas separatistas de Abjasia después de la guerra del 1992-1993, aunque las autoridades centrales de Tiflis solo tenían un control nominal de la zona, en manos de las milicias de Kvitsiani. 
La milicia recibió el nombre de batallón, y estaba compuesta de varios cientos de hombres, y el 25 de julio de 1998 fue subordinada al Ministerio de Defensa de Georgia, y se financiació con su presupuesto, asegurándose el apoyo social de la población de la zona. 
En abril de 2005, el Ministerio de Defensa decidió cortar la financiación y disolver el "Monadire", lo que fue una de las razones del conflicto entre Kvitsiani y el gobierno georgiano, que llevó a realizar una operación especial en el alto Valle Kodori entre julio y agosto de 2006, con participación de la policía y ejército georgianos.

## Declaraciones
El ministro de Defensa de Georgia, Irakli Okruashvili en abril de 2005 declaró: "El 90% del contingente de la fuerza Monadire son delincuentes....si es necesario, usaremos las fuerzas regulares, y no crearemos divisiones locales personales sin sentido". 
El primer ministro de la reconocida por Georgia como el Gobierno Autónomo de la República de Abjasia en el Exilio, Irakli Alasania dijo en mayo de 2005: "La abolición del Monadire fue un error. El Ministerio de Defensa deberá restituirlo".
Emzar Kvitsiani el 24 de julio de 2006 afirmó: "Hay algún tipo de acuerdo, para entregar la garganta de Kodori a los rusos, y para ello nos acusan de todo a nosotros".